# 뤄팅웨이
뤄팅웨이(중국어 정체자: 羅廷瑋, 병음: Lúo Tíngwêi, 1989년 11월 22일 ~ )는 타이완의 정치인이다. 2024년 타이중시 제6선거구의 입법위원으로 당선된다.